# 1-й гвардейский корпус
1-й гвардейский корпус (1915—1918 года) — высшее соединение всех гвардейских родов войск (корпус) Вооружённых сил Российской империи.
Был создан в 1814 году (в другом источнике указан 1813 год), упразднён в 1864 году и вновь образован 30 августа 1874 года. До 12 ноября 1915 года именовался как Гвардейский корпус,

## История
С начала XIX века в связи с развитием военного дела в России корпус оформляется из административно-территориальной единицы в войсковую тактическую и административную единицу, включающую все рода оружия вооружённых сил государства: инфантерию, артиллерию, кавалерию и инженерию. Корпуса подразделялись на дивизии и бригады. Руководил корпусом штаб во главе с командиром корпуса. В мирное время основная задача корпуса — организация обучения и поддержание боевой готовности войск. В военное время он являлся тактической единицей, осуществлявшей самостоятельные военные действия в составе полевой армии. Так первоначально, в 1810 году, в Русской армии было создано пять пехотных корпусов (№ 1 — № 4 и № 6, № 5 был пропущен), и вне корпусной организации оставалась вся лейб-гвардия России (гвардейские войска).
Гвардейский корпус был сформирован 29 августа 1814 года (в другом источнике указан 1813 год) в составе управления, двух гвардейских пехотных дивизий, Гвардейского экипажа, лейб-гвардии Сапёрного батальона и лёгкой гвардейской кавалерийской дивизии. В том же году в Гвардейский корпус включен лейб-гвардии жандармский полуэскадрон.
Командующий Гвардейским корпусом генерал М. А. Милорадович отдал следующий приказ на параде в апреле 1816 года:
«Государь Император и Союзные монархи вместе с целой Европою отдали полную справедливость непреодолимому мужеству, оказанному войсками российской гвардии в знаменитом бою при Кульме в 17 день августа 1813 года. Но его Величество Король Прусский, желая особенно ознаменовать уважение Своё к отличному подвигу сих войск, соизволил наградить их Знаком Отличия Железного креста…»
В 1818 году Гвардейский корпус как и Гренадерский, Грузинский и Финляндский корпуса сохранили прежний состав, а в номерных пехотных (армейских) корпусах уменьшено.
С 6 декабря 1829 года по 22 февраля 1844 года именовался Отдельным Гвардейским корпусом.
На 1833 год Гвардейский корпус состоял из трёх гвардейских пехотных дивизий, Гвардейского экипажа, лейб-гвардии Сапёрного батальона и лейб-гвардии Финского стрелкового батальонов.
С февраля 1844 по 1856 год корпус был объединен под общим командованием с Гренадерским корпусом, штаб Отдельного гвардейского корпуса реорганизован в Штаб главнокомандующего Гвардейским и Гренадерским корпусами.
В 1855 году при Александре II сформирован Гвардейский резервный пехотный корпус, из трёх гвардейских резервных пехотных дивизий с их артиллерией и Сводный гвардейский кавалерийский корпус — из двух сводных гвардейских кавалерийских дивизий.
В 1857 году в состав формирования были включены войска расформированного Гвардейского кавалерийского корпуса и он вновь получил наименование Отдельный гвардейский корпус. В 1864 году корпус был упразднён.
В 1874 году Гвардейский корпус был создан вновь.
Воинские части корпуса участвовали в войне шестой коалиции, русско-турецкой войне 1828—1829 годов, подавлении польских бунтов (восстаний) 1830 года и 1863—64 годов, русско-турецкой войне 1877—1878 годов и в Первой мировой войне.
Корпус сражался в Ченстохово-Краковской операции в ноябре 1914 года. Гвардейский корпус — активный участник «Битвы гвардий» в июле 1915 года под Красноставом. Участник Люблин-Холмского сражения 9 — 22 июля 1915 года. Соединение участвовало в Виленской операции в августе — сентябре 1915 года.
Корпус был расформирован в начале 1918 года в связи с развалом Российского государства, после двух переворотов (революций) в России.

## Состав

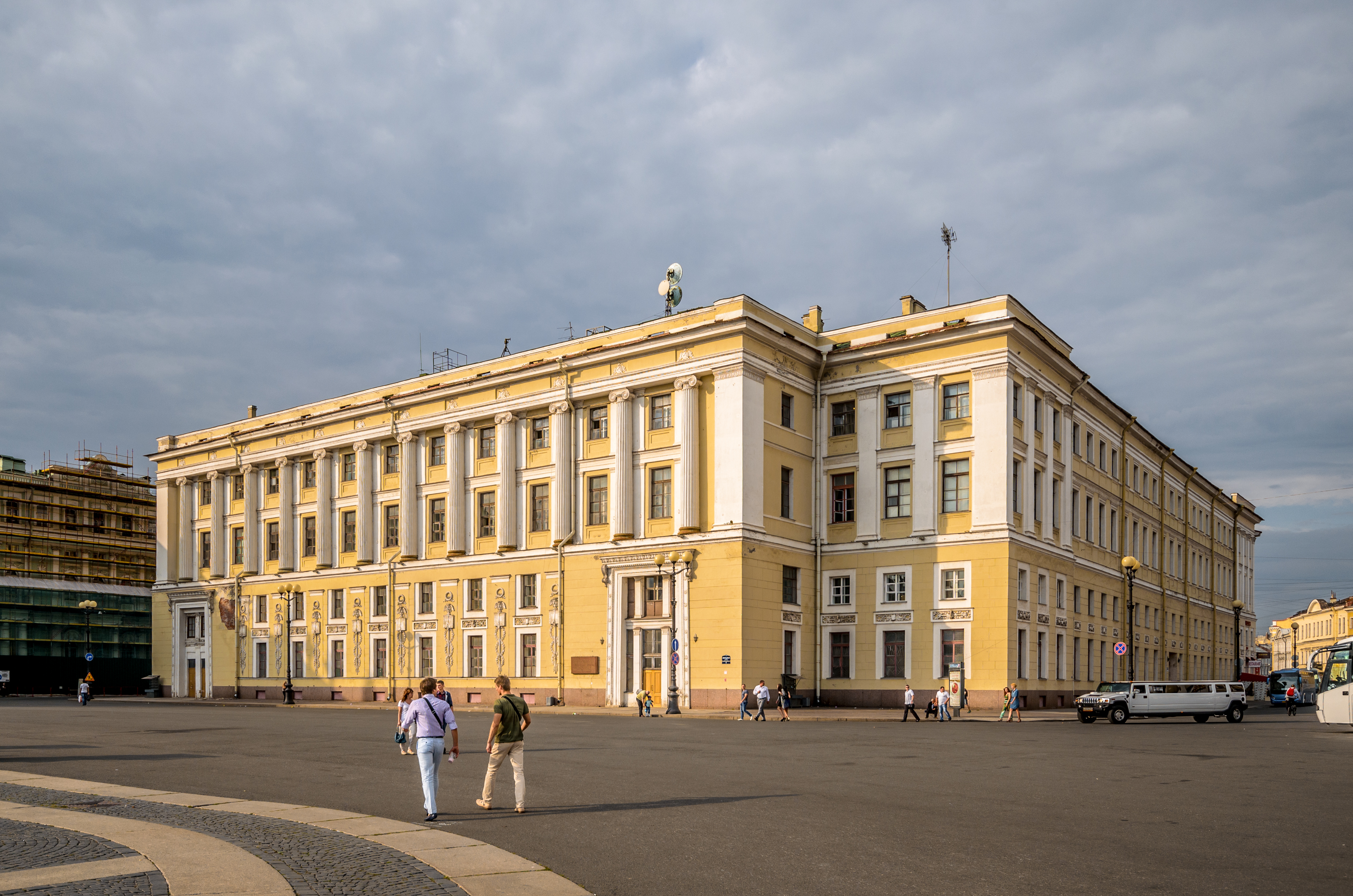
Здание штаба Гвардейского корпуса на Дворцовой площади

### 1813 год
- управление;
- две гвардейские пехотные дивизии[3].

### 1814 год
- управление;
- две гвардейские пехотные дивизии с их артиллерией[3];
- Гвардейский экипаж[3];
- Лейб-гвардии Сапёрный батальон[3];
- Лёгкая гвардейская кавалерийская дивизия[3];
- Лейб-гвардии жандармский полуэскадрон[3].

### 1826 год
В марте 1826 года для участия в коронации Николая I был сформирован Московский отряд Гвардейского корпуса. Состоял из двух бригад гвардейской пехоты, образованных из батальонов гвардейских полков, особого гвардейского кавалерийского отряда, трёх гвардейских батарейных рот и взвода жандармов. Командир отряда Великий князь Михаил Павлович, начальник штаба отряда генерал-майор А. К. Геруа. Расформирован в ноябре 1826 года.

### 1833 год
- управление;
- три гвардейские пехотные дивизии с их артиллерией[3];
- Гвардейский экипаж[3];
- Лейб-гвардии Сапёрный батальон[3];
- Лейб-гвардии Финский стрелковый батальон[3];

### На 18 июля 1914 года
Состав на 18.07.1914 года:
- 1-я гвардейская пехотная дивизия
- 2-я гвардейская пехотная дивизия
- Гвардейская стрелковая бригада
- 1-я гвардейская кавалерийская дивизия
- 2-я гвардейская кавалерийская дивизия
- Лейб-гвардии 1-й Мортирный артиллерийский дивизион
- лейб-гвардии Сапёрный батальон
- Гвардейский корпусной авиационный отряд.
- 1-й военно-дорожный отряд войск гвардии

## В составе (даты)
- 01.08.1914 — 15.11.1914 — 9 А
- ??.11.1914 — ??,12.1914 — 12 А
- 17.02.1915 — 08.06.1915 — 12А
- 21.07.1915 — ??.??.1915 — 3 А
- 06.08.1915 — 02.10.1915 — 10 А
- 28.12.1915 — 01.08.1916 — Особ. А
- 01.09.1916 — 15.09.1916 — 8 А
- 01.10.1916 — 18.03.1917 — Особ.А
- 18.04.1917 — 23.07.1917 — 11 А
- 15.11.1917 — ??.12.1917 — 7 А

## Командиры
- хх.хх.18хх — 14.06.1831 — генерал-адъютант, генерал-лейтенант великий князь и наследник цесаревич Константин Павлович
- 25.06.1831 — 28.01.1844 — генерал-фельдцейхмейстер великий князь Михаил Павлович

## Командующие
(Командующий в дореволюционной терминологии означал исполняющего обязанности начальника или командира).
- 14.11.1814 — 29.09.1817 — генерал от инфантерии граф Милорадович, Михаил Андреевич
- 29.09.1817 — 01.11.1821 — генерал-лейтенант князь Васильчиков, Илларион Васильевич
- 01.11.1821 — 20.11.1824 — генерал от кавалерии Уваров, Фёдор Петрович
- 12.12.1824 — 08.11.1826 — генерал от кавалерии Воинов, Александр Львович
- 08.11.1826 — 25.06.1831 — генерал-фельдцейхмейстер великий князь Михаил Павлович

## Главнокомандующие Гвардейским и Гренадерским корпусами
- 28.01.1844 — 13.08.1849 — генерал-фельдцейхмейстер великий князь Михаил Павлович
- 13.08.1849[20] — 19.02.1855 — генерал-адъютант, генерал от кавалерии великий князь и наследник цесаревич Александр Николаевич
- 19.02.1855 — 11.06.1856[21] — генерал-адъютант, генерал от кавалерии граф Ридигер, Фёдор Васильевич

## Командующие (Командиры) Гвардейского пехотного корпуса (Командующие пехотой Гвардейского корпуса)
- 02.02.1844 — 19.09.1849 — генерал-адъютант, генерал-лейтенант (с 17.04.1847 генерал от кавалерии) великий князь и наследник цесаревич Александр Николаевич
- 13.10.1849 — 18.05.1855 — генерал-адъютант, генерал-лейтенант (с 06.12.1851 генерал от артиллерии) Сумароков, Сергей Павлович
- 18.05.1855 — 27.04.1857 — генерал-адъютант, генерал-лейтенант (с 26.08.1856 инженер-генерал) Витовтов, Павел Александрович (до 26.08.1856 — Врио)

## Командиры Отдельного гвардейского корпуса
- 26.08.1856 — 30.08.1862 — генерал от кавалерии Плаутин, Николай Фёдорович
- 30.08.1862 — 10.08.1864 — генерал-адъютант, инженер-генерал великий князь Николай Николаевич Старший (19.04-31.07.1861, 23.06.-30.08.1862,)ВрИО

## Командиры Гвардейского корпуса
- 30.08.1874 — 17.08.1880 — генерал от инфантерии, великий князь и наследник цесаревич Александр Александрович
- 17.08.1880 — 02.03.1881 — генерал-адъютант, генерал-лейтенант (с 30.11.1880 генерал от инфантерии), великий князь Владимир Александрович
- 14.03.1881 — 01.04.1885 — генерал-адъютант, генерал-лейтенант граф Шувалов, Павел Андреевич (1830)
- 01.04.1885 — 11.09.1889 — генерал-адъютант, генерал-лейтенант, принц Ольденбургский, Александр Петрович
- 11.08.1889 — 23.03.1897 — генерал от кавалерии Манзей, Константин Николаевич
- 29.03.1897 — 23.08.1898 — генерал-лейтенант, князь Оболенский, Николай Николаевич
- 25.12.1898 — 14.10.1902 — генерал-адъютант, генерал-лейтенант, великий князь Павел Александрович
- 02.11.1902 — 21.06.1906 — генерал-лейтенант (с 06.05.1902 генерал-адъютант), князь Васильчиков, Сергей Илларионович
- 21.06.1906 — 28.01.1912 — генерал-адъютант, генерал-лейтенант (с 10.04.1911 генерал от инфантерии) Данилов, Владимир Николаевич
- 19.01.1912 — 25.08.1915 — генерал-лейтенант (с 14.04.1913 генерал от кавалерии, с 15.12.1914 генерал-адъютант) Безобразов, Владимир Михайлович
- 25.08 1915 — 08.12.1915 — генерал от инфантерии Олохов, Владимир Аполлонович

## Командиры 1-го гвардейского корпуса
- 08.12.1915 — 27.05.1916 — генерал-лейтенант Раух, Георгий Оттонович
- 27.05.1916 — 13.09.1916 — генерал-адъютант, генерал от кавалерии великий князь Павел Александрович
- 13.09.1916 — 02.04.1917 — генерал от артиллерии Потоцкий, Павел Платонович
- 06.04.1917 — 08.07.1917 — генерал-лейтенант Илькевич, Николай Андреевич
- 08.07.1917 — хх.01.1918 — генерал-лейтенант Май-Маевский, Владимир Зенонович

## Начальники штаба
- 01.09.1814 — 10.03.1819 — генерал-майор Сипягин, Николай Мартемьянович
- 18.03.1819 — 01.12.1821 — генерал-майор (с 20.09.1821 генерал-лейтенант) Бенкендорф, Александр Христофорович
- 01.12.1821 — 29.03.1823 — генерал-майор Желтухин, Пётр Фёдорович
- 29.03.1823 — хх.хх.1831 — генерал-майор (с 15.12.1825 генерал-адъютант, с 25.06.1829 генерал-лейтенант) Нейдгардт, Александр Иванович
- 29.05.1831 — 07.08.1842 — генерал-майор Свиты Е. И. В. (с 30.08.1834 генерал-адъютант, с 06.12.1840 генерал-лейтенант) Веймарн, Пётр Фёдорович
- 07.08.1842 — 26.04.1846 — генерал-майор Свиты (с 06.12.1845 генерал-адъютант) Веймарн, Иван Фёдорович
- 26.04.1846[22] — 20.02.1855 — генерал-лейтенант (с 19.09.1849 генерал-адъютант) Витовтов, Павел Александрович
- 09.03.1855 — 30.08.1862 — генерал-майор Свиты (с 17.04.1855 генерал-адъютант, с 30.08.1857 генерал-лейтенант) граф Баранов, Эдуард Трофимович
- 30.08.1862 — 10.08.1864 — генерал-адъютант, генерал-лейтенант граф Бреверн де Лагарди, Александр Иванович
- 14.09.1874[23] — 23.07.1878 — генерал-майор Свиты (с 19.02.1875 генерал-адъютант, с 30.08.1876 генерал-лейтенант) граф Воронцов-Дашков, Илларион Иванович
- 07.08.1878 — 11.01.1881 — генерал-майор Свиты (с 19.02.1880 генерал-адъютант) фон Розенбах, Николай Оттонович
- 11.01.1881 — 10.10.1884 — генерал-майор Свиты граф Игнатьев, Алексей Павлович
- 12.11.1884 — 23.10.1889 — полковник (с 30.08.1885 генерал-майор) Бальц, Александр Фёдорович
- 23.10.1889 — 20.03.1895 — генерал-майор Скугаревский, Аркадий Платонович
- 19.04.1895 — 31.05.1895 — генерал-майор Палицын, Фёдор Фёдорович
- 31.05.1895 — 18.08.1899 — генерал-майор Глазов, Владимир Гаврилович
- 05.09.1899 — 20.10.1900 — генерал-майор Мешетич, Николай Фёдорович
- 18.12.1900 — 16.06.1904 — генерал-майор Рауш фон Траубенберг, Евгений Александрович
- 24.06.1904 — 02.01.1907 — генерал-майор (с 05.08.1906 генерал-майор Свиты) Гернгросс, Евгений Александрович
- 08.01.1907 — 25.02.1912 — генерал-майор Мориц, Александр Арнольдович
- 01.03.1912 — 28.02.1915 — генерал-майор Ностиц, Григорий Иванович
- 18.05.1915 — 21.12.1915 — генерал-майор Антипов, Владимир Васильевич
- 21.12.1915 — 06.04.1917 — генерал-майор Рыльский, Константин Иосифович
- 20.06.1917 — 28.07.1917 — генерал-майор Родцевич-Плотницкий, Леонтий Леонтьевич
- 09.08.1917 — хх.хх.хххх — генерал-майор Дроздовский, Лев Антонович

## Начальники артиллерии корпуса
В 1910 году должность начальника артиллерии корпуса была заменена должностью инспектора артиллерии
Должность начальника / инспектора артиллерии корпуса соответствовала чину генерал-лейтенанта. Лица, назначаемые на эту должность в чине генерал-майора, являлись исправляющими должность и утверждались в ней одновременно с производством в генерал-лейтенанты.
- хх.хх.1814 — 31.12.1819 — генерал-майор Козен, Пётр Андреевич
- 31.12.1819 — 06.12.1831 — генерал-майор (с 15.12.1825 генерал-адъютант, с 22.08.1826 генерал-лейтенант) Сухозанет, Иван Онуфриевич
- 06.12.1831 — 08.01.1835 — генерал-лейтенант Герштенцвейг, Даниил Александрович
  - хх.хх.1830 — 18.04.1837 — командующий генерал-майор (с 22.04.1834 генерал-адъютант) Сумароков, Сергей Павлович
- 18.04.1837 — 13.10.1849 — генерал-адъютант, генерал-лейтенант Сумароков, Сергей Павлович
- 13.10.1849 — 16.08.1857 — генерал-майор Свиты (с 26.11.1852 генерал-лейтенант) Мерхилевич, Сигизмунд Венедиктович
- 16.08.1857 — 09.02.1860 — генерал-адъютант, генерал-лейтенант великий князь Михаил Николаевич
- хх.хх.1860 — 06.07.1862 — генерал-лейтенант Шварц, Владимир Максимович
- 06.07.1862 — 10.08.1864 — генерал-лейтенант (с 06.08.1864 генерал-адъютант) Вилламов, Григорий Григорьевич
- 14.09.1874 — 10.03.1880 — генерал-лейтенант (с 06.08.1876 генерал-адъютант) Жуковский, Михаил Михайлович
- 10.03.1880 — 09.04.1889 — генерал-майор Свиты (с 30.08.1880 генерал-лейтенант) Овандер, Яков Иванович
- 14.05.1889 — 14.02.1893 — генерал-лейтенант Свиньин, Александр Дмитриевич
- 08.03.1893 — 19.01.1901 — генерал-лейтенант Канищев, Сергей Степанович
- 09.02.1901 — 07.08.1903 — генерал-майор (с 06.12.1901 генерал-лейтенант) Уткевич, Александр Владимирович
- 07.08.1903 — 18.03.1906 — генерал-лейтенант Хитрово, Николай Михайлович
- 19.04.1906 — 24.04.1908 — генерал-лейтенант Фан-дер-Флит, Константин Петрович
- 03.07.1908 — 27.12.1914 — генерал-майор (с 29.03.1909 генерал-лейтенант) Потоцкий, Павел Платонович
- 27.12.1914 — 29.12.1915 — генерал-лейтенант герцог Мекленбург-Стрелицкий, Михаил Георгиевич
- 29.12.1915 — 18.09.1916 — генерал-лейтенант Смысловский, Евгений Константинович
- 18.09.1916 — 07.08.1917 — и.д. генерал-майор Бурман, Андрей Владимирович
- 07.08.1917 — 03.10.1917 — и.д. генерал-майор Михайловский, Иван Петрович
- 08.10.1917 — хх.хх.1917 — и.д. генерал-майор Перрет, Евгений Васильевич